# Aracena
Aracena è un comune spagnolo di 6 831 abitanti situato nella comunità autonoma dell'Andalusia. È detta la metropoli della Sierra che porta il suo nome e che è parte della Sierra Morena. Aracena è anche il nome della comarca di cui è capoluogo e del Parco nazionale che comprende tutto il nord della provincia di Huelva cui appartiene.

## Geografia fisica

### Territorio
È posta a 87 km da Siviglia e 32 km da Riotinto e il suo centro urbano, formato dalle case bianche caratteristiche della zona, si sviluppa al di sotto del castello arabo e della chiesa di Nuestra Señora del Mayor Dolor, che ingloba alcuni resti di un'antica moschea. Numerosi e pregevoli sono i suoi monumenti e particolarmente interessante è la Gruta de las Maravillas (Grotta delle meraviglie), formazione carsica sotterranea che si trova presso l'abitato. I suoi abitanti sono detti comunemente Cebolleros dal nome cebolla (cipolla) da sempre coltivata nel territorio e diverse sono le interpretazioni del nome della città, alcuni fanno riferimento al greco considerando che i Greci siano stati i suoi fondatori, altri al latino e altri all'arabo. Interessante è l'interpretazione dello stemma municipale composto da molte figure che riassumono la storia e le caratteristiche della città, come si può leggere nel sottocitato sito del comune di Aracena. Vi si trovano infatti le immagini di una quercia che significa potenza e longevità, un castello a forma circolare sovrastato da tre torrette a indicare la fortezza e la conquista da parte del regno di Castiglia, la croce dell'Ordine dei Templari a sottolineare la fede cristiana, una matrona greca indicante l'origine greca. La matrona porta diversi oggetti simboli della fecondità di imprese eroiche che portarono alla riconquista cristiana ed inoltre il lauro che rappresenta la fama e il ramo d'olivo la pace. Altri oggetti sono una spada senza fodero posta verticalmente ad indicare la giustizia e il potere sovrano, lo scettro la dignità reale, le cinque corone ricordano i diversi popoli che dominarono questi luoghi: tartessi, greci, cartaginesi, romani e arabi.
Gli stessi colori usati e i materiali dello stemma originale hanno un significato simbolico.
Il centro urbano, pur essendo dotato di monumenti di interesse artistico e turistico, si caratterizza come centro rurale di una zona particolarmente adatta all'allevamento del bestiame. Molto apprezzati in Spagna sono il prosciutto a denominazione di origine controllata e, in generale, tutti i prodotti ottenuti dalla carne del tipico maiale iberico allevato nel comune. Il prosciutto iberico (jamón ibérico) è molto più magro e salato dei prosciutti tipici italiani. Altri prodotti tipici sono i formaggi caprini e ogni anno si tiene una manifestazione in cui si espongono e si commerciano i formaggi artigianali. Altro elemento dell'economia locale è rappresentato dal turismo che fa leva soprattutto sulle visite alla Gruta de las Maravillas e ai monumenti locali, pertanto la città si è dotata delle necessarie attrezzature. Negli ultimi anni si è molto incrementato l'agriturismo per chi apprezza passare le vacanze in campagna.

## Storia
I primi insediamenti umani nella zona sono testimoniati da ritrovamenti archeologici risalenti sia all'età del bronzo che a quella del ferro. Diversi resti attestano anche la presenza dei romani nella zona. La città si dice abbia origine greca e fu dei Fenici che, insediatisi a Gadir (Cadice) intorno al 1100 a.C., si sarebbero spinti anche in queste zone alla ricerca di rame e stagno. Della dominazione romana esistono resti del III secolo sparsi in diverse località del comune e indicano che gli insediamenti romani non erano concentrati nell'attuale nucleo urbano ma presenti in tanti piccoli centri oggi costituenti le frazioni del comune. Le prime notizie documentali risalgono al periodo musulmano. Si sa che Aracena fu capitale di uno dei cosiddetti regni di Taifa che si formarono in Spagna con la dissoluzione del Califfato di Cordoba. Di epoca islamica è il castello nella cui chiesa c'è una torre almohade. Attorno a questi edifici sorse l'agglomerato urbano origine dell'attuale centro principale dove si concentra la maggioranza della popolazione municipale. La conquista cristiana avvenne nel 1231 ad opera delle truppe del re portoghese Sancho II e la città fece parte dell'Alto Algarve portoghese. Dopo diverse vicende belliche che fecero sì che la città passasse dalle mani portoghesi a quelle dei castigliani e viceversa, finalmente Ferdinando III il Santo e il figlio Alfonso X il Saggio la fecero passare definitivamente sotto il regno di Siviglia come territorio reale della Castiglia. Nel XIII secolo con Sancho IV iniziò il ripopolamento della zona grazie all'immigrazione di asturiani e galiziani. Il re fece anche costruire una fortezza sul colle verso il Portogallo e affidò la difesa della città all'Ordine militare di Santiago. Nel secolo XVII Aracena fu data in signoria al duca di Olivares e più tardi al conte di Altamira che assunse il titolo di principe di Aracena.
Nel 1833 in occasione della riforma amministrativa spagnola fu staccata da Siviglia e passò a far parte della provincia di Huelva. Alla fine del XIX secolo e agli inizi del XX la città ebbe un notevole sviluppo ampliando i suoi confini urbani verso la pianura e si costruirono molti edifici civili e religiosi. La scoperta nel 1914 della Gruta de las maravillas e la sua apertura al turismo aggiunse l'attività turistica a quella agricola tradizionale determinando la trasformazione di Aracena in un centro prevalentemente di servizi.
La guerra civile e il successivo periodo di dittatura e autarchia franchista penalizzarono la città che successivamente accrebbe il suo potenziale turistico grazie alla Gruta alla quale si favorirono e s'incrementarono le visite, ad iniziative d'arte e alla creazione negli anni '80 del Museo de Arte Contemporaneo Andalucia all'aperto. Nel 2006 è stata ufficialmente dichiarata "città turistica".

## Monumenti
- Castello del XIII secolo edificato su un'antica fortezza musulmana.
- Iglesia prioral de N.ra S.ra del Mayor Dolor chiesa gotica dei secoli XIII- XIV con la torre almohade del XII secolo.
- Iglesia de la Asuncion rinascimentale del XVI secolo, rimasta incompiuta per diverso tempo e solo recentemente terminata.
- Convento de Jesus del sec. XVII unico edificio barocco della città.
- Convento del Carmen dei secoli XVII e XVIII.
- Chiese mudejares espressione dell'"arte mudejar" cioè dell'arte islamica in territorio cristiano in cui la decorazione araba interessa l'esterno, in particolare i portali, le torri sono ornate di ceramica smaltata, distaccate dalla chiesa e ricordano i minareti. Di queste chiese si hanno in città numerosi esempi.
- Abitazioni civili di stile regionale dei secoli XVI, XVII e XVIII.
- Cabildo Viejo dei secoli XV-XVI vecchia sede del Municipio.
- Museo de arte contemporaneo in particolare di scultura, all'aria aperta.
- Museo de Artes y costumbres populares di etnografia della Sierra Morena.
- Gruta de las maravillas grotta costituite da un insieme di sale e caverne con delicati colori, forme fantastiche e laghetti.

## Feste e manifestazioni
- Cabalcada de los reyes magos nell'epifania come in quasi tutte le città spagnole
- Candelaria il 2 febbraio quando si presentano alla Vergine i bambini nati nell'anno precedente
- San Blas il 3 febbraio, festa del patrono della città
- Carnevale, al cui termine si fa la cerimonia burlesca dell'"Encierro de la cebolla" (seppellimento della cipolla) analoga a quella di molte altre località spagnola in cui l'oggetto sepolto è diverso da luogo a luogo
- Semana santa, la settimana santa celebrata secondo le modalità degli altri centri spagnoli (famosa quella di Siviglia)
- Feria de Mayo fiera del mese di maggio con concorsi di animali di allevamento e commercio di animali, accompagnata da manifestazioni ludiche
- Feria y Fiestas Mayores nel mese di agosto con manifestazioni varie comprese le corride taurine
- Feria del Jamon e del cerdo iberico e Iberjamon salone professionale internazionale del prosciutto a fine ottobre.
- Festivales musicales nel terzo sabato di aprile si celebra il Montanera festival ed il 14 agosto l'Aracena concierto in cui si esibiscono gruppi locali di musica rock e hip hop
- Festa dell'Immacolata Concezione in cui si ripete l'antica tradizione di accendere dei falò nella notte nei quartieri
- Feste patronali nelle frazioni del comune e nei diversi quartieri della città

Diverse sono le romerias, pellegrinaggi ad alcuni santuari regionali accompagnati da danze tipiche e seguiti da manifestazioni ludiche dopo le cerimonie religiose.